# Papryka jagodowa
Papryka jagodowa (Capsicum baccatum) – gatunek rośliny z rodziny psiankowatych. Uprawiany głównie w Ameryce Południowej. Niektóre jej odmiany uprawiane są również w Ameryce Północnej, w Japonii i Europie

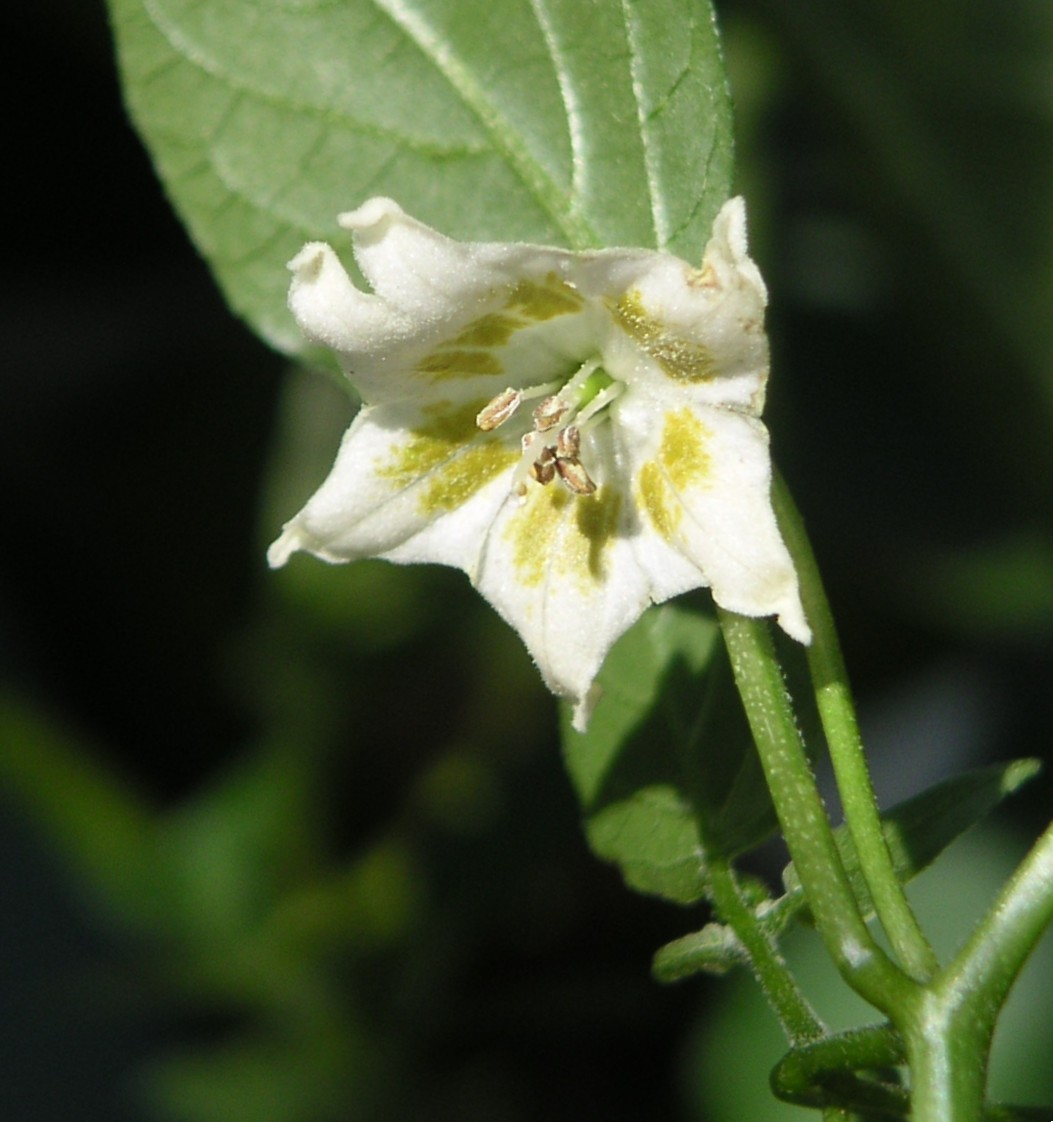
Kwiat papryki jagodowej

## Morfologia
Krzew rozłożysty do 1,3 m wysokości. Posiada długoogonkowe jajowate liście w kolorze jasnozielonym. Kwiaty pojedynczo osadzone. Korona kwiatowa biała z żółtymi plamkami w gardzieli. Owocem jest mięsista jagoda o gładkiej skórce i barwy żółtej, niekiedy z odcieniem czerwieni. Miąższ w smaku jest bardzo ostry.

## Bibliografia

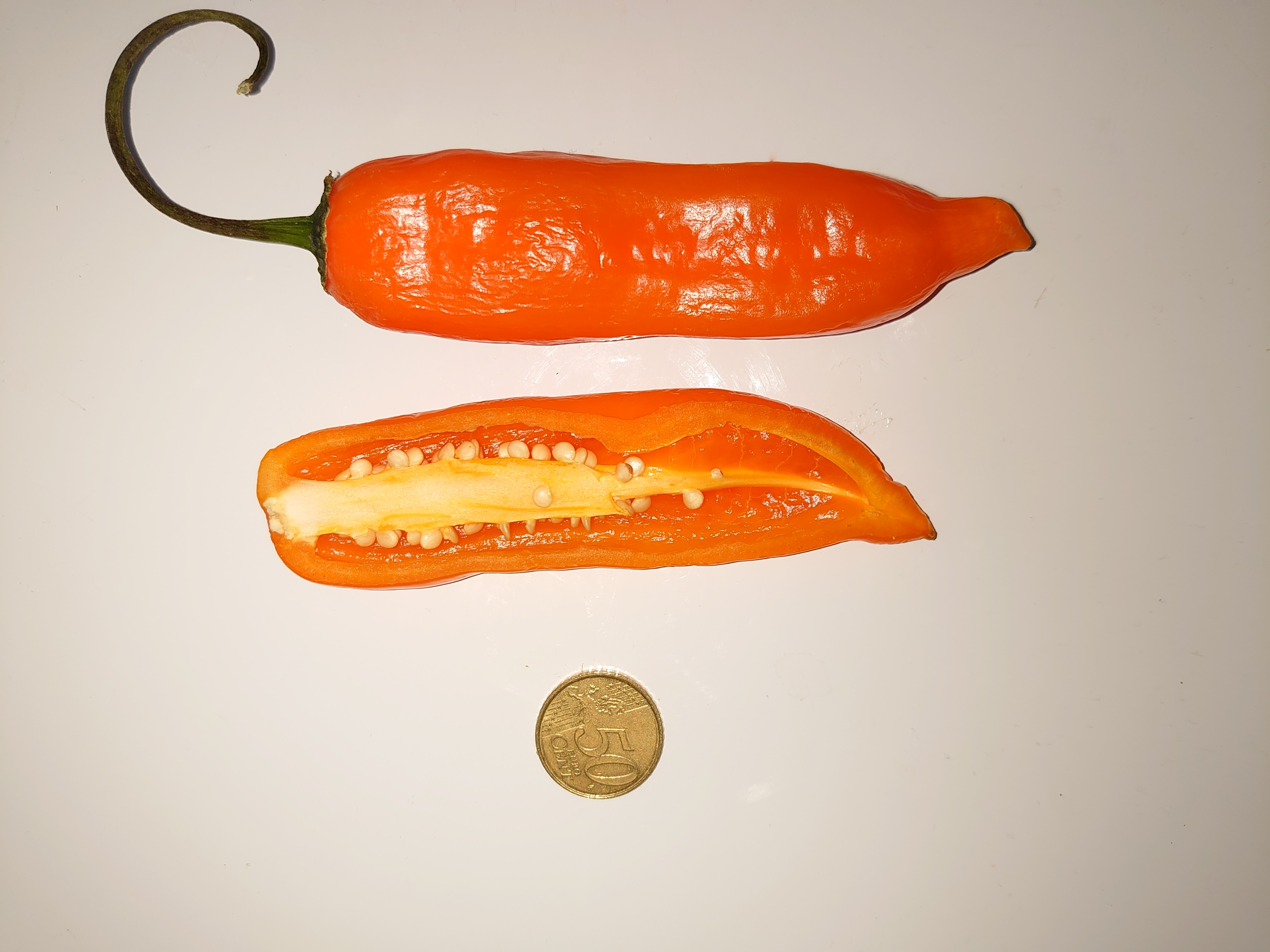
Owoce odmiany Ají Amarillo (50 eurocentów dla porównania rozmiaru)